# Compton City College

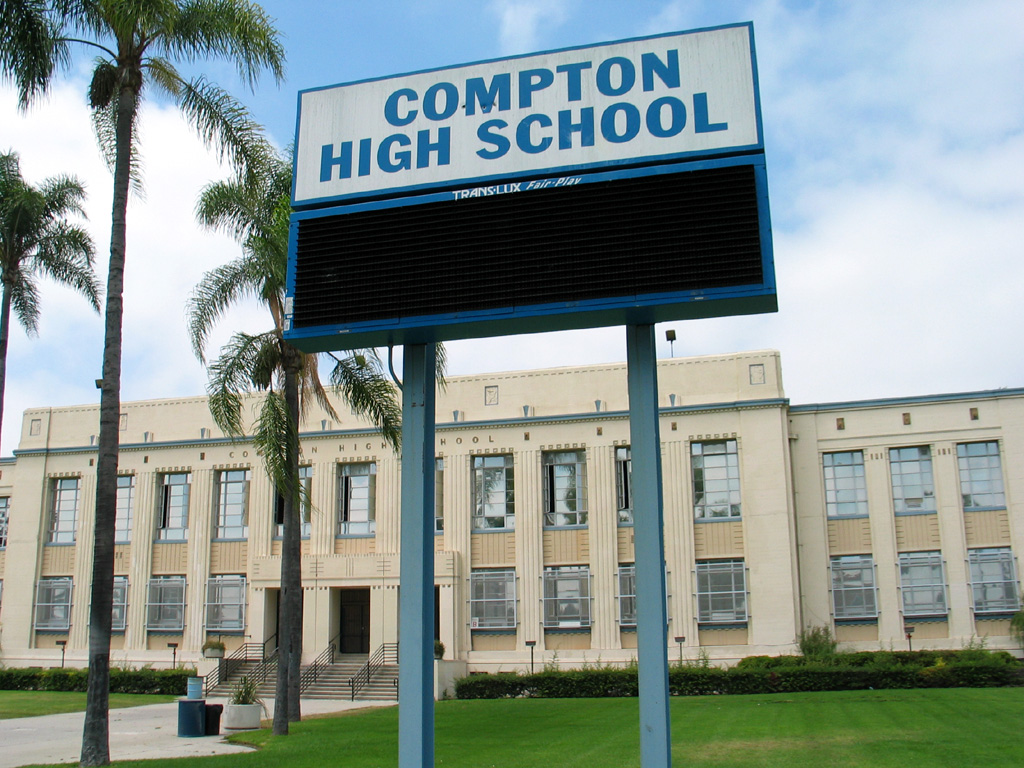
Panoul Liceului Compton

Liceul Compton este o instituție de învățământ din Compton, California, parte a Districtului școlilor unite din Compton, fondată în 1896. 
În anii 1960 majoritatea reprezentată de elevii de rasă caucaziană a fost abrupt înlocuită de o majoritate formată din elevi afroamericani. Astăzi, liceul are peste două treimi elevi de origine latino-americană, datorită imigranților care s-au stabilit în sudul Los Angelesului.

## Personalități
- William Hanna - copreședinte și cofondator al studiourilor „Hanna Barbera”